# Gartenstadt Bogenhausen-Priel
Die Gartenstadt Bogenhausen-Priel befindet sich im Münchner Stadtteil Bogenhausen-Priel. Bei der Gartenstadt handelt es sich nicht um die Villenkolonie Am Priel-Hof.

## Lage
Die Gartenstadt Bogenhausen-Priel liegt zwischen der Cosimastraße und Oberföhringer Straße sowie zu beiden Seiten der Effnerstraße, der Lohengrinstraße und Wahnfriedallee.

## Geschichte
Der Bau der Gartenstadt Bogenhausen-Priel aus Einfamilien- und Doppelhäusern begann 1934. Wegen der Straßennamen wie Telramundstraße, Gralstraße, Elsastraße usw. wird die Gartenstadt im Volksmund auch „Richard-Wagner-Viertel“ genannt.
Einst war das gesamte Areal im Besitz der Familie von Josef Grimmeisen, der hier 1879 eine Ziegelei in der Oberföhringer Straße 103 erwarb und einer der „Loambarone“ („Lehm-Barone“) im Nordosten Münchens war. Doch als mit dem Ersten Weltkrieg und dessen Folgen die wirtschaftliche Blüte des Lehmabbaus und der Ziegeleien zu Ende ging, wurde Grimmeisens Ziegelei 1922 abgerissen. Schließlich wurde der Grund in Parzellen für die Gartenstadt Bogenhausen-Priel aufgeteilt.

## Zeitgenössische Zeitungsberichte über die Gartenstadt
- Völkischer Beobachter – Nummer 228 vom 16. August 1934
- Münchner Neueste Nachrichten – Nummer 107 vom 17. April 1935